# Ceritrypetes
Ceritrypetes is een geslacht van vlinders uit de familie wespvlinders (Sesiidae), onderfamilie Sesiinae.
Ceritrypetes is voor het eerst wetenschappelijk beschreven door Bradley in 1956. De typesoort is Ceritrypetes idiotropha.

## Soort
Ceritrypetes omvat de volgende soort:
- Ceritrypetes idiotropha Bradley, 1956